# 切頂百二十胞体
切頂百二十胞体（せっちょうひゃくにじゅうほうたい、英: Truncated hecatonicosachoron）とは、 四次元半正多胞体の一種である。正百二十胞体の頂点を切り落としたもので、三次元の切頂十二面体に相当する。
- 構成立体：正四面体 600個、切頂十二面体 120個
- 構成面：正三角形 2400枚、正十角形 720枚
- 辺：4800
- 辺形状：1200の辺には切頂十二面体3個が集まり、残りの3600の辺には正四面体1個と切頂十二面体2個が集まる。
- 頂点：2400
- 頂点形状：三角錐（正四面体 1個、切頂十二面体 3個）